# Terry Gibbs
Terry Gibbs (Brooklyn, 1924. október 13. –) amerikai vibrafonos. Terry Gibbs fellépett vagy/és lemezeket készített Tommy Dorsey-val, Chubby Jacksonnal, Buddy Rich-el, Woody Hermannel, Benny Goodmannel, Alice Coltrane-nel, Louie Bellsonnal, Charlie Shavers-szel, Mel Torméval, Buddy DeFranco-val és másokkal.
Film- és tévéstúdiókban is dolgozott Los Angelesben.

## Pályafutása
Miután elbocsátották a fegyveres erőktől, (ahol katonai zenekarokban dobolt),  New Yorkban Bill DeArango-val dolgozott és Tiny Kahnnal készített felvételeket Aaron Sachs kvintettjében (1946). Az 1950-1951-es szezonban Gibbs népszerű vendég volt a DuMont Television Network-ön. Ezt követően 1953-54-ben állandó szereplője volt az NBC „Judge for Yourself” című műsorának. Az 1950-es évek végén szerepelt az NBC „The Steve Allen Show”-jában, ahol rendszeresen játszott élénk vibrafon duetteket más zenészekkel. 1997-ben szerepelt Steve Allen 75. születésnapi ünnepségén a Public Broadcasting Service-en (PBS). Gibbs a rövid életű That Regis Philbin Show zenekarvezetője is volt. Big bandjével, a Dream Banddel díjakat nyert,  például a Down Beat és a Metronome Records szavazásain.
Amikor Gibbs 1958-ban New Yorkból Kaliforniába költözött, eltervezte következő nagyzenekari albumát. 1959 elején két Los Angeles-i éjszakai klubban is játszott, a Sevillában és a Sundownban az úynevezett „Dream Band”-jével. A zenekar általában vasárnap, hétfőn vagy kedden este játszott, amikor a hollywoodi stúdiózenészek krémje elérhető volt. A zenekar 1959-61 között négy albumot adtak ki.
Terry Gibbs fia, Gerry Gibbs − dzsesszdobos.

## Lemezválogatás
- Terry Gibbs (1956)
- Mallets-A-Plenty (1956)
- Vibes on Velvet (1956)
- Jazz Band Ball (1957)
- Swingin' with Terry Gibbs Orchestra & Quartet (1957, 2007)
- Terry Gibbs Plays the Duke (1957)
- More Vibes on Velvet (1958)
- Launching a New Sound in Music (1959)
- Swing is Here (1960)
- Music from Cole Porter (1960)
- Steve Allen Presents Terry Gibbs at the Piano (1960)
- The Exciting Terry Gibbs Band (1961)
- Straight (1963)
- Terry Gibbs Plays Jewish Melodies in Jazztime (1963)
- Explosion (1963)
- Gibbs/Nistico (1963)
- Hootenanny My Way (1963, 2008)
- Take It from Me (1964)
- Latino (1964)
- It's Time We Met (1965)
- Terry Gibbs Quartet (1965)
- Reza (1966)
- Bopstacle Course (1974)
- Live at the Lord (1978)
- Smoke 'em Up, Jazz A La Carte (1978)
- Air Mail Special (1981)
- Jazz Party: First Time Together (1981)
- The Latin Connection (1986)
- Holiday for Swing (1988)
- Tribute to Benny Goodman: Memories of You (1991)
- Kings of Swing (1992)
- Play That Song (1996)
- Wham (1999)
- Terry Gibbs and Buddy DeFranco Play Steve Allen (1999)
- Dream Band, vol. 6: One More Time (opnames (1959, 2002)
- From Me to You: A Tribute Lionel Hampton (2004)
- 52nd and Broadway: Songs of the Bebop Era (2004)
- Feelin' Good: Live in Studio (2005)
- Findin' the Groove (2006)

### Másokkal
Leonard CohenDeath of a Ladies' Man (1977)
Dion DiMucciBorn to Be with You (1975)
Morgana KingSings the Blues (1957)
John LennonRock 'n' Roll (1975)
Liza MinnelliGently (1996)